# Ventes-Saint-Rémy
Ventes-Saint-Rémy is een gemeente in het Franse departement Seine-Maritime (regio Normandië) en telt 218 inwoners (1999). De plaats maakt deel uit van het arrondissement Dieppe.

## Geografie
De oppervlakte van Ventes-Saint-Rémy bedraagt 6,1 km², de bevolkingsdichtheid is 35,7 inwoners per km².
De onderstaande kaart toont de ligging van Ventes-Saint-Rémy met de belangrijkste infrastructuur en aangrenzende gemeenten.

## Demografie
Onderstaande figuur toont het verloop van het inwonertal (bron: INSEE-tellingen).